# Jíbaro

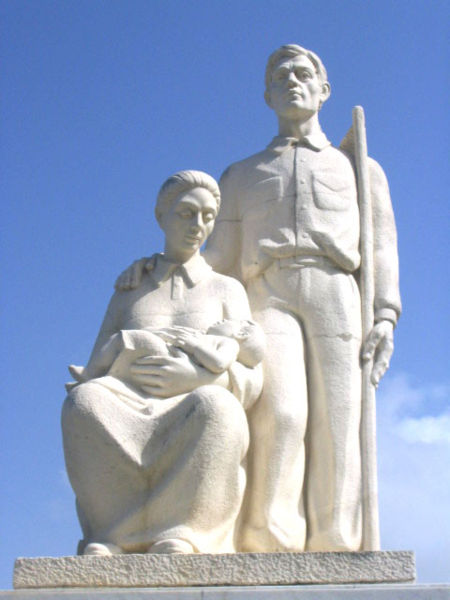
Monumento al jíbaro portoricano

Jíbaro è un termine di origine taina che letteralmente significa "popolo della foresta" ed era usato in Porto Rico per riferirsi ai contadini che vivevano nelle campagne, assumendo così nel tempo un significato simbolico culturale tale da rappresentare il tipico portoricano medio nell'ambito della sua classe lavorativa agricola.

Nel 1938 Luis Muñoz Marín fondò il Partito Popolare Democratico e come simbolo ufficiale adottò il cappello del jíbaro, la cosiddetta pava. Ancora oggi il logo del partito mostra una pava accompagnata dalle parole "Pan, Tierra y Libertad", ovvero "Pane, Terra e Libertà".